# Helene Hanff
Helene Hanff (Filadelfia, 15 aprile 1916 – New York, 9 aprile 1997) è stata una scrittrice e sceneggiatrice statunitense, nota soprattutto per la raccolta epistolare 84, Charing Cross Road.

## Biografia
Obbligata a lasciare gli studi universitari per motivi economici, vince un concorso di scrittura teatrale e si trasferisce a New York, città nella quale resterà per tutta la vita. Assunta prima come lettrice di manoscritti per la Paramount Pictures, nel 1952 inizia la sua carriera di sceneggiatrice televisiva: scrive polizieschi per la trasmissione The Adventures of Ellery Queen e qualche anno più tardi si aggiudica una borsa di studio per l'ideazione di sceneggiature d'argomentazione storica per il programma The Hallmark Hall of Fame. 
Oltre a realizzare alcuni libri per bambini, nel 1961 pubblica Underfoot in Show Business, racconto autobiografico dai toni ironici in cui mette a nudo le sue illusioni di fare fortuna come autrice teatrale. Per necessità economiche scrive vari saggi che toccano temi politici e sociali e collabora con alcune riviste.
Nel 1970 esce 84, Charing Cross Road, il libro che la fa conoscere al grande pubblico. Si tratta della raccolta delle lettere frutto della sua lunga corrispondenza (1949 - 1969) con Frank Doel e gli altri impiegati della libreria antiquaria Marks & Co. di Londra, a cui la Hanff si rivolge per l'acquisto di libri di letteratura e saggistica inglese del Settecento. Col tempo il carattere della corrispondenza si fa sempre più personale e  cresce in lei il desiderio di recarsi a Londra per visitare la libreria  e riuscire finalmente a incontrarne di persona i dipendenti, ma Frank Doel muore e nel 1970 il negozio chiude i battenti. Riuscirà a recarsi al numero 84 di Charing Cross Road soltanto in seguito alla pubblicazione dell'edizione inglese del suo libro e questa esperienza le offrirà lo spunto per un nuovo romanzo autobiografico (The Duchess of Bloomsbury Street, 1973).
Nel 1987 esce per la regia di David Hugh Jones il film 84 Charing Cross Road, intensa trasposizione cinematografica dell'omonimo romanzo, che vede Anne Bancroft e Anthony Hopkins vestire i panni dei protagonisti della vicenda.
Apple of My Eye (1977], una guida sui generis della città di New York e l'autobiografico Qs' Legacy (1985) sono i suoi ultimi lavori.
Inoltre Letter from New York: BBC Woman's Hour Broadcasts, edito nel 1992, raccoglie una selezione degli interventi che la Hanff fece tra il 1978 e il 1984 per il programma della BBC BBC Woman's Hour Broadcasts.

## Opere
- Underfoot in Show Business (1961)
- The Signing of the Constitution (1961)
- Terrible Thomas  (1964)
- Early Settlers in America (1965)
- John F. Kennedy; young man of destiny (1965)
- Religious Freedom; the American Story (1966)
- Good Neighbours: the Peace Corps in Latin America (1966)
- Mexico (1967)
- Paraguay and Uruguay (1967)
- Our Nation's Capitol (1967)
- Butch Elects a Mayor (1969)
- Queen of England; the Story of Elizabeth I (1969)
- 84, Charing Cross Road (1970)
- The Movers and Shakers; The young activists of the sixties (1970)
- La duchessa di Bloomsbury Street (The Duchess of Bloomsbury Street, 1973)
- Apple of My Eye (1977)
- Qs' Legacy (1985)
- Letter from New York: BBC Woman's Hour Broadcasts (1992)